# Гарсия, Хосе Мигель
Хосе Мигель Гарсия Месегуэр (исп. José Miguel García Meseguer, кат. Josep Miguel Garcia i Messeguer, 28 сентября 1952, Сарагоса, Испания) — испанский хоккеист (хоккей на траве), вратарь. Серебряный призёр летних Олимпийских игр 1980 года.

## Биография
Хосе Мигель Гарсия родился 28 сентября 1952 года в испанском городе Сарагоса.
Играл в хоккей на траве за «Поло» из Барселоны в течение всей карьеры. Девять раз выигрывал чемпионат Каталонии (1972, 1974—1975, 1977—1979, 1981, 1983—1984), семь раз — Кубок Короля (1974, 1976, 1979—1983), четыре раза — чемпионат Испании (1977, 1980—1982).
В 1979 году в составе сборной Испании завоевал серебряную медаль хоккейного турнира Средиземноморских игр в Сплите.
В 1980 году вошёл в состав сборной Испании по хоккею на траве на летних Олимпийских играх в Москве и завоевал серебряную медаль. Играл на позиции вратаря, провёл 5 матчей, пропустил 7 мячей (шесть от сборной Индии, один — от СССР).
В 1984 году вошёл в состав сборной Испании по хоккею на траве на летних Олимпийских играх в Москве, занявшей 8-е место. Играл на позиции вратаря, провёл 1 матч, пропустил 1 мяч от сборной Новой Зеландии.